# Daniël David Veth
Daniël David Veth (Amsterdam, 17. února 1850 – Angola, 19. května 1885) byl nizozemský stavební inženýr, průzkumník a fotograf aktivní v devatenáctém století.

## Životopis
Daniel Veth se narodil jako syn Anny Clary Elisabethy Büchlerové a Pietera Johannesa Vetha, (pozdějšího) předsedy Královské nizozemské geografické společnosti. Po absolvování HBS – kde nesložil závěrečnou zkoušku – odjel do Německa. Tam studoval polytechniku v Hannoveru a na polytechnické škole ve Stuttgartu; ani zde diplom nezískal.
V roce 1877 se Veth vydal na objevitelskou cestu na Střední Sumatru, organizovanou a financovanou KNAG, kde bylo třeba zmapovat povodí řeky Hari. Kromě Vetha společnost tvořili Johannes Schouw Santvoort, Johannes François Snelleman (ředitelem Etnologického muzea v Rotterdamu v roce 1901) a Arend Ludolf van Hasselt; společně zkoumali přírodu a obyvatelstvo ostrova. Veth byl mimo jiné odpovědný za pořizování fotografií během cesty a kartografie. Společnost různé etnografické a biologické objekty dovezla zpět do Nizozemska.
V roce 1882 byl Veth opět v Nizozemské východní Indii: tentokrát s pověřením nizozemské vlády dohlížet na přípravy mezinárodní koloniální a exportní obchodní výstavy, která se měla konat v Amsterdamu v roce 1883. Veth dohlížel na sběr, balení a přepravu zboží a osob, které byly přepravovány z Nizozemské východní Indie do Nizozemska. Pravidelně si korespondoval se svým otcem, orientalistou P. J. Vethem, který byl zodpovědný za zřízení (a vypracování katalogu) nizozemského koloniálního pavilonu, nejdůležitější části výstavy. Daniël Veth přišel s nápadem postavit v koloniálním pavilonu indický kampong.
V roce 1884 byl Veth součástí společnosti, která se vydala na expedici do Angoly. Během této cesty Daniel Veth umřel vyčerpáním v Kala Kauga. Byl pohřben v Dordrechtu 1. dubna 1889.

## Galerie

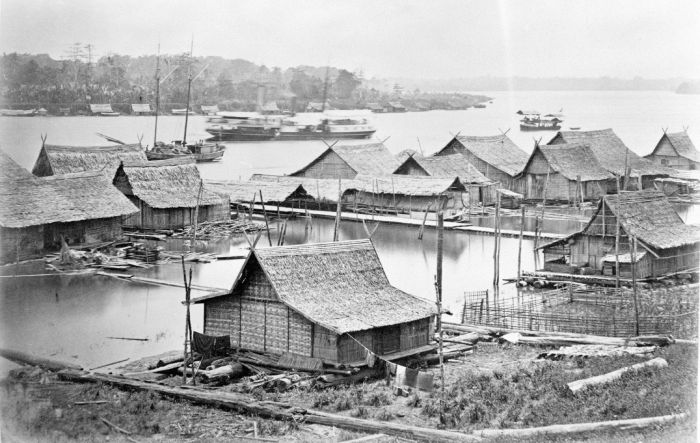
Řeka Batang Hari v Djambi
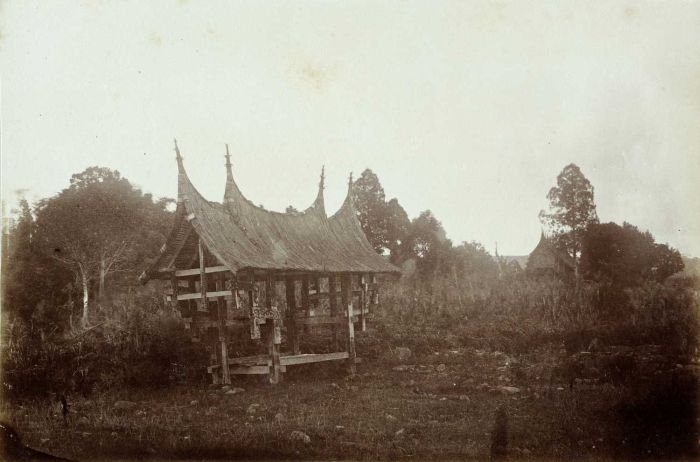
Hřbitov Alahanpandjang
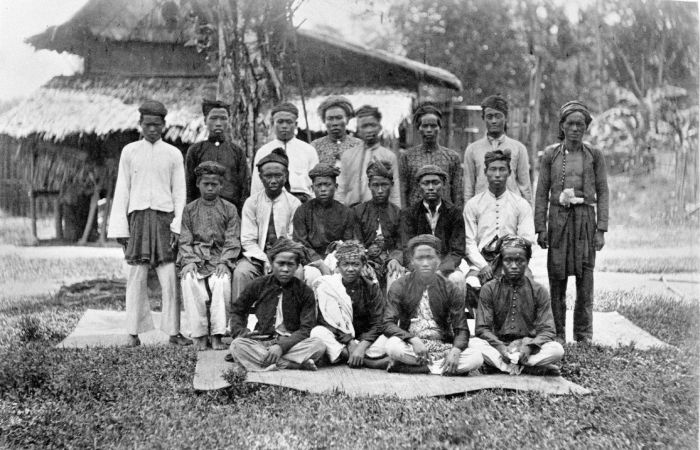
Budjangové nebo nesezdaní chlapci na Sumatře
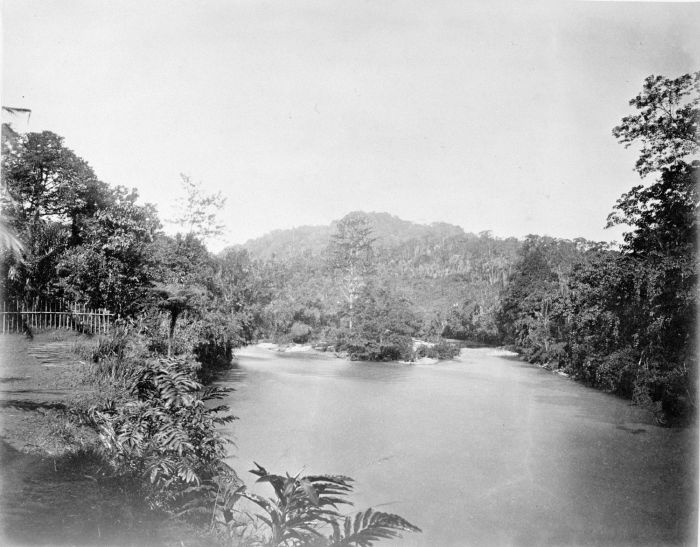
Batang Koelus v Napal Litjin
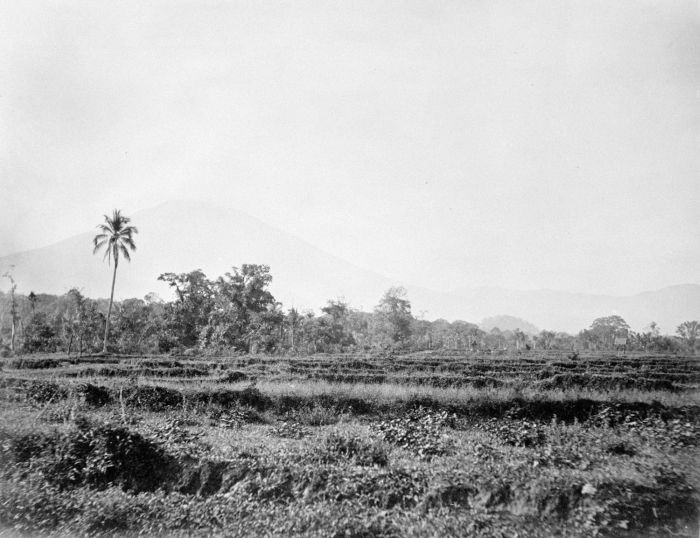
Vrchol (pravděpodobně) sopky Korintji
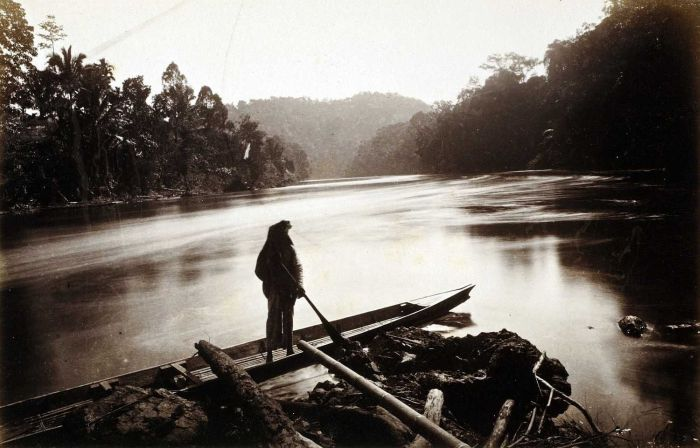
Gatang Hari river (Sumatra 1870s)
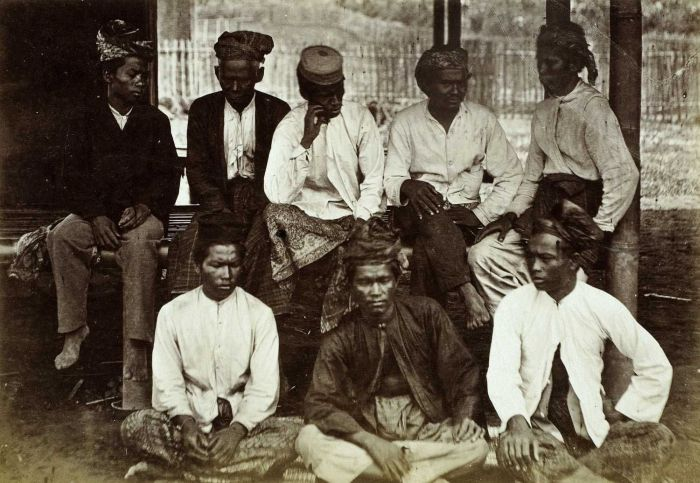
Carriers (Sumatra expedition 1870–1880)
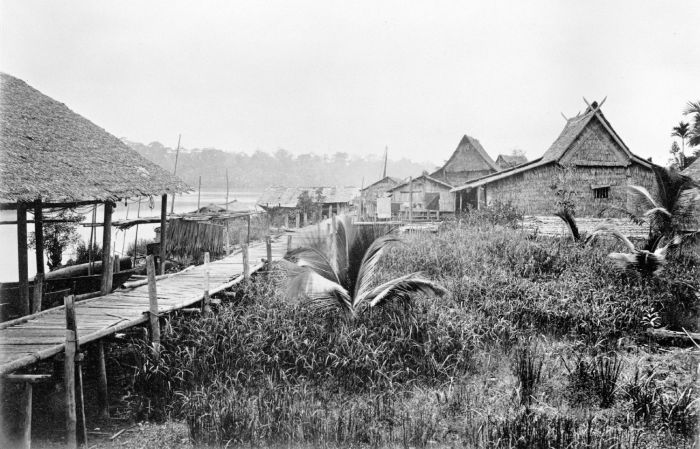
Kampong Saba (Sumatra)
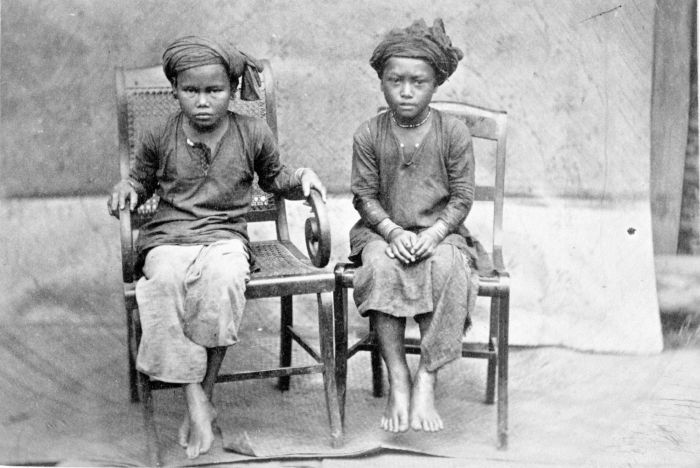
Dvě dívky (Moeara Menkoelem)